# Elementarismus

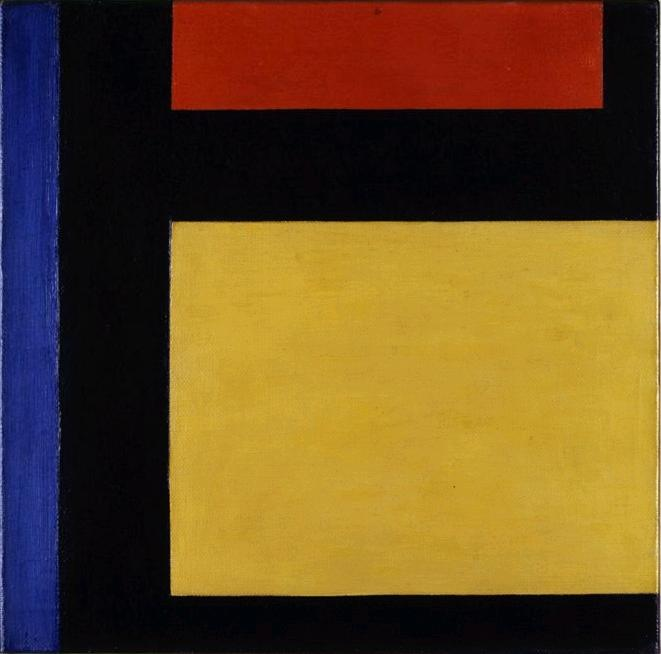
Contra-compositie X (Theo van Doesburg, 1924)

Der Elementarismus ist eine in den 1920er Jahren als Reaktion auf den Neoplastizismus entstandene Kunstströmung der Moderne. Ihr Hauptvertreter war Theo van Doesburg, der 1926 in der niederländischen Kunstzeitschrift De Stijl das „Manifest des Elementarismus“ publizierte. Weitere Vertreter waren unter anderem César Domela und Friedrich Vordemberge-Gildewart.
Theo van Doesburg experimentierte mit der Vereinfachung und Dekonstruktion der Formen und schuf mit einfachsten geometrischen Mitteln ab 1923 seine Contrakomposition oder Contra-Composition betitelten Kunstwerke. Dabei setzte er – im Gegensatz zu Piet Mondrian, der das Prinzip einer ausschließlich vertikal-horizontalen Bildstruktur verteidigte – dynamische Diagonalen ein. Diese divergierenden Auffassungen führten zu dem Bruch Mondrians mit der Künstlergruppe De Stijl.
Die Kontrakomposition war für van Doesburg über Jahre das Thema seines künstlerischen Schaffens. Merkmal dieser Arbeiten sind diagonalen Linien- und Flächenstrukturen. Ähnlich wie Piet Mondrian suchte van Doesburg den dynamischen Ausdruck eines Bildes zu steigern. Er vertrat die Meinung, dass durch Hinzufügen schräger Linien die Spannungen zwischen der waagrechten und der senkrechten Kräfte gelockert würde. Es ging ihm hierbei nicht, wie Mondrian, um Flächenverhältnisse, sondern um den Umgang mit der Spannung. Der dynamische Effekt wird durch das Auflösen des absoluten Gleichgewichts erreicht. 
Das Dynamische lebt er auch aus, indem er seine Theorie nicht vollendet, sondern in Experimenten immer wieder in der Malerei sowie Architektur neu unter Beweis stellt. 
1930 führen seine Erkenntnisse zur konkreten Kunst.